# Karlovarská vrchovina
Karlovarská vrchovina (německy Karlsbader Gebirge) je geomorfologická oblast v západních Čechách (Karlovarský kraj). Rozkládá se zhruba mezi městy Kynšperk nad Ohří, Horní Slavkov a Karlovy Vary na severu, Mariánské Lázně a Planá na západě, Bezdružice na jihu a Žlutice na východě. Severní část je odvodňována řekou Ohří a jejími přítoky, zejména Teplou. Jižní a východní okraje spadají do povodí Mže a Střely.

## Členění
Karlovarská vrchovina se dělí na 2 celky:
- Slavkovský les (Lesný, 983 m)
- Tepelská vrchovina (Podhorní vrch, 850 m)